# Очаковский 190-й пехотный полк
190-й пехотный Очаковский полк — пехотная воинская часть Русской императорской армии.
Полковой праздник: 16 августа.
Старшинство: 4 января 1804 года.

## История
Сформирован 17 января 1811 г. как 1-й Крымский гарнизонный батальон.
С 14 июля 1816 — Херсонский внутренний гарнизонный батальон.
С 1864 — Херсонский губернский батальон.
26 августа 1874 назван Херсонским местным батальоном.
31 августа 1878 г. был переформирован в 53-й резервный кадровый пехотный батальон.
25 марта 1891 г. переименован Очаковский резервный батальон.
26 мая 1899 — 208-й Очаковский резервный батальон.
К 26 декабря 1903 переформирован в полк двухбатальонного состава.
Во время Русско-японской войны развернут в четырехбатальонный состав.
1 июня 1906 вновь переформирован в полк двухбатальонного состава.
С 20 февраля 1910 — 190-й пехотный Очаковский полк, с дислокацией в г. Уфа Казанского ВО, тогда же к полку присоединены две части:
1. 243-й Златоустовский резервный батальон, ведший свою историю от сформированного 4 января 1804 Уфимского гарнизонного батальона.
2. 209-й Николаевский резервный полк, ведший свою историю от сформированного 4 декабря 1863  Динабургского крепостного батальона.

В 1914 190-й пехотный полк выступил на фронт.

## Командиры полка
- 14.03.1909—? — Глинский, Африкан Евграфович (208-го пехотного резервного Очаковского полка)
- 09.07.1910—22.11.1914 — полковник Любавский, Павел Николаевич
- 11.12.1914—23.02.1915 — полковник Любавский, Павел Николаевич
- 23.02.1915—29.06.1915 — полковник (с 27.05.1915 генерал-майор) Побоевский, Вячеслав Францевич
- 25.12.1915—05.12.1917 — полковник Пронин, Иван Александрович
- 05.12.1917—12.12.1917 — штабс-капитан Младенов, Николай Григорьевич
- 12.12.1917—15.02.1918 — доброволец Шишкин, Пётр
- 16.02.1918—01.03.1918 — полковник Сахаров, Гавриил Иванович (выборный, с 01.03.1918 по 24.04.1918 был председателем ликвидационной комиссии)

### Временно командующие полком
- 16.08.1914—10.09.1914 — подполковник Пронин, Иван Александрович
- 10.09.1914—04.10.1914 — подполковник Черняговский, Алексей Алексеевич
- 04.10.1914 — капитан Габов, Павел Николаевич
- 04.10.1914—16.10.1914 — подполковник Ефимов, Георгий Григорьевич
- 26.11.1914—10.12.1914 — полковник Генштаба Гибер фон Грейфенфельс, Алексей Григорьевич
- 22.01.1915—16.03.1915 — подполковник Шмидт, Павел Иванович
- 27.04.1915—19.05.1915 — подполковник Пронин, Иван Александрович
- 19.05.1915—28.05.1915 — подполковник Фёдоров, Михаил Пантелеевич
- 28.05.1915—04.09.1915 — подполковник Николаев, Иван
- 04.09.1915—26.12.1915 — подполковник Пронин, Иван Александрович
- 13.12.1916—18.01.1917 — полковник Бикмеев, Султан-Гирей Гатейдулин
- 29.01.1917—13.02.1917 — полковник Петров, Степан Андреевич
- 27.07.1917—07.09.1917 — полковник Желнин, Иван Лукьянович

### Известные люди, служившие в полку
- Бакланский, Василий Андреевич — подпрапорщик, полный Георгиевский кавалер.
- Долматов, Владимир Иванович — полный Георгиевский кавалер.

## Знаки отличия полка
1. до 1910 полковым знаменем Очаковского полка служило простое знамя 53-го резервного батальона, пожалованное 31 марта 1880. 
В 1914 это знамя было передано 334-му Златоустовскому полку второй очереди.
2. Простое полковое знамя, пожалованное в 1904 году 243-му Златоустовскому полку с надписью «1804—1904» и Александровской юбилейной лентой. 
Стало полковым знаменем с 1910 г.
3. В 4-м батальоне знаки отличия (нагрудные у офицеров, на головные уборы у нижних чинов) с надписью: «За отличіе въ войну съ Японіей въ 1904 и 1905 годахъ». Высочайший приказ 5 октября 1912 года.

## Иллюстрации и фотоснимки
- Фотоснимок «Вольноопределяющийся 190-го пехотного Очаковского полка Морозов П. Д. Уфимская губериня, 1910—1911» из альбома Олега Купцова в проекте «Большой русский альбом»

## Примечание
Все даты приведены по старому стилю.